# Fréboldite
La fréboldite est un minéral de la classe des sulfures, qui appartient au groupe de la nickéline. Il a été nommé en l'honneur du professeur Georg Frebold (Hanovre, 1er décembre 1891 - Barsinghausen, 24 février 1948).

## Caractéristiques
La fréboldite est un séléniure de cobalt de formule chimique CoSe. Elle cristallise dans le système hexagonal. Sa dureté sur l'échelle de Mohs est comprise entre 2,5 et 3.

## Classification
Selon la classification de Nickel-Strunz, la fréboldite appartient à "02.C - Sulfures métalliques, M:S = 1:1 (et similaires), avec Ni, Fe, Co, PGE, etc." avec les minéraux suivants : achavalite, breithauptite, kotulskite, langisite, nickéline, sobolevskite, stumpflite, sudburyite, jaipurite, zlatogorite, pyrrhotite, smithite, sederholmite, troïlite, chérépanovite, modderite, ruthénarsénite, westerveldite, millérite, mäkinenite, mackinawite, hexatestibiopanickélite, vavřínite, braggite, cooperite et vysotskite.

## Formation et gisements
Elle a été découverte dans les carrières de Trogtal, situées à Lautenthal, district de Goslar en Basse-Saxe (Allemagne). Elle a également été décrite dans le district minier de Tilkerode (Saxe-Anhalt), également en Allemagne, dans le gisement d'uranium de Pinky Fault, au Saskatchewan (Canada) et sur le Mont Temple, dans le district minier de San Rafael (Utah, États-Unis).